# Дискография Натали Имбрульи
Дискография австралийской поп-исполнительницы Натали Имбрульи включает в себя пять студийных альбомов, один сборник, один мини-альбом и двенадцать синглов.
В 1996 году Натали начала сочинять песни и подписала контракт на запись альбома с RCA Records в Великобритании. Дебютный альбом Left of the Middle был выпущен в ноябре 1997 года. Он занял первое место в австралийском альбомном чарте и получил пять платиновых сертификаций от Австралийской ассоциацией звукозаписывающих компаний (ARIA). В британском альбомном чарте он достиг пятого места, а также получил три платиновых сертификации от Британской ассоциации производителей фонограмм (BPI). Дебютная пластинка продалась в мире тиражом более семи миллионов копий. Сингл «Torn» также имел успех, попав в первую пятёрку чартов десятка стран, а также получил множество музыкальных сертификаций.
Второй альбом певицы, White Lilies Island, был выпущен в ноябре 2001 года. Он достиг третьей строчки в Австралии и был сертифицирован как золотой, он также получил золото в Великобритании, в альбомном чарте достиг 15-го места. С альбома было выпущено три сингла, два из которых попали в топ-40 чарта Австралии.
Counting Down the Days, её третий альбом, был выпущен в апреле 2005 года. Он смог добраться до 12-го  места в Австралии и стал лидером альбомного чарта Великобритании, где получил золотую сертификацию. Сингл «Shiver» вошёл в первую десятку синглового чарта Соединённого Королевства, Италии и Шотландии, а также возглавил чарт Венгрии.
В 2007 году певица выпустила сборник Glorious: The Singles 97–07, сборные синглов и новых песен. Он достиг пятого места в Великобритании и был сертифицирован как золотой. Сингл «Glorious» вошёл в топ-10 чартов Словакии, Бельгии и Италии.
В 2009 году вышел четвёртый альбом Come to Life, он занял только 67-е место в Австралии. С альбома был выпущен сингл «Want», достигший 6 места в итальянском сингловом чарте, а также получивший там золотую сертификацию.
Свой последний на сегодняшний день, пятый студийный альбом певица выпустила в 2015 году, он получил название Male. В Австралии пластинка заняла 25-е место, а в Великобритании стала 20-й.

## Альбомы

### Студийные альбомы
| Left of the Middle                                                                 | - Выпущен: 7 ноября 1997 - Лейбл: RCA Records - Формат: CD, кассета               | 1  | 11 | 2/11  | 14 | 4  | 4  | 2  | 3  | 5  | 10 | - ARIA: 5× Платиновый - BEA: Платиновый - SNEP: Золотой - NVPI: Золотой - IFPI SWI: Платиновый - BPI: 3× Платиновый - RIAA: 2× Платиновый |
| White Lilies Island                                                                | - Выпущен: 5 ноября 2001 - Лейбл: RCA Records - Формат: CD, кассета               | 3  | 59 | —     | 43 | 49 | 12 | —  | 23 | 15 | 35 | - ARIA: Золотой - BPI: Золотой |
| Counting Down the Days                                                             | - Выпущен: 4 апреля 2005 - Лейбл: Brightside Recordings - Формат: CD, кассета     | 3  | 59 | 59/21 | 22 | 35 | 10 | 50 | 9  | 1  | —  | - BPI: Золотой |
| Come to Life                                                                       | - Выпущен: 2 октября 2009 - Лейбл: Island Records - Формат: CD                    | 67 | —  | —     | —  | —  | 34 | —  | 70 | —  | —  | |
| Male                                                                               | - Выпущен: 31 июля 2015 - Лейбл: Portrait Records - Формат: CD, цифровая загрузка | 25 | —  | —/139 | —  | —  | 97 | —  | 50 | 20 | —  | |
| Символ «—» означает, что альбом не попал в чарт или не выпускался в данной стране. |                                                                                   |    |    |       |    |    |    |    |    |    |    | |

### Сборники
| Название                    | Детали                                                                  | Наивысшая позиция в чартах | Наивысшая позиция в чартах | Наивысшая позиция в чартах | Наивысшая позиция в чартах | Наивысшая позиция в чартах |
| Название                    | Детали                                                                  | AUS                        | BEL VLG/WAL                | ITA                        | SUI                        | UK                         |
| --------------------------- | ----------------------------------------------------------------------- | -------------------------- | -------------------------- | -------------------------- | -------------------------- | -------------------------- |
| Glorious: The Singles 97–07 | - Выпущен: 10 сентября 2007 - Лейбл: Brightside Recordings - Формат: CD | 40                         | 75/37                      | 19                         | 28                         | 5                          |

### Мини-альбомы
| Название         | Детали                                                                                |
| ---------------- | ------------------------------------------------------------------------------------- |
| Live from London | - Выпущен: 17 августа 2007 - Лейбл: Brightside Recordings - Формат: Цифровая загрузка |

## Синглы
| Год                                                                               | Название                 | Наивысшая позиция в чартах | Наивысшая позиция в чартах | Наивысшая позиция в чартах | Наивысшая позиция в чартах | Наивысшая позиция в чартах | Наивысшая позиция в чартах | Наивысшая позиция в чартах | Наивысшая позиция в чартах | Наивысшая позиция в чартах | Наивысшая позиция в чартах | Сертификации | Альбом                      |
| Год                                                                               | Название                 | AUS                        | AUT                        | BEL VLG/WAL                | FRA                        | GER                        | ITA                        | NED                        | SUI                        | UK                         | USA                        | Сертификации | Альбом                      |
| --------------------------------------------------------------------------------- | ------------------------ | -------------------------- | -------------------------- | -------------------------- | -------------------------- | -------------------------- | -------------------------- | -------------------------- | -------------------------- | -------------------------- | -------------------------- | --- | --------------------------- |
| 1997                                                                              | «Torn»                   | 2                          | 3                          | 1/5                        | 4                          | 4                          | 2                          | 3                          | 2                          | 2                          | 42                         | - ARIA: Платиновый - BEA: Платиновый - SNEP: Золотой - BVMI: Золотой - FIMI: Золотой - NVPI: Золотой - IFPI SWI: Золотой - BPI: 2x Платиновый | Left of the Middle          |
| 1998                                                                              | «Big Mistake»            | 6                          | —                          | 19/–                       | —                          | —                          | 11                         | 43                         | —                          | 2                          | —                          | - ARIA: Золотой - BPI: Серебряный | Left of the Middle          |
| 1998                                                                              | «Wishing I Was There»    | 24                         | —                          | /—                         | 56                         | 68                         | 27                         | 77                         | —                          | 19                         | —                          | | Left of the Middle          |
| 1998                                                                              | «Smoke»                  | 42                         | —                          | —                          | —                          | —                          | —                          | —                          | —                          | 5                          | —                          | | Left of the Middle          |
| 2001                                                                              | «That Day»               | 10                         | —                          | /                          | —                          | —                          | 14                         | 87                         | 75                         | 11                         | —                          | | White Lilies Island         |
| 2002                                                                              | «Wrong Impression»       | 33                         | —                          | /                          | 90                         | —                          | 25                         | 83                         | 41                         | 10                         | 64                         | | White Lilies Island         |
| 2002                                                                              | «Beauty on the Fire»     | 78                         | —                          | —/                         | —                          | —                          | 21                         | —                          | —                          | 26                         | —                          | | White Lilies Island         |
| 2005                                                                              | «Shiver»                 | 19                         | 41                         | 30/28                      | 34                         | 52                         | 6                          | 64                         | 36                         | 8                          | —                          | | Counting Down the Days      |
| 2005                                                                              | «Counting Down the Days» | 52                         | —                          | —                          | —                          | —                          | 25                         | —                          | 90                         | 23                         | —                          | | Counting Down the Days      |
| 2007                                                                              | «Glorious»               | —                          | —                          | /                          | —                          | —                          | 9                          | —                          | 92                         | 23                         | —                          | | Glorious: The Singles 97–07 |
| 2009                                                                              | «Want»                   | —                          | —                          | /27                        | —                          | —                          | 6                          | —                          | —                          | 88                         | —                          | - FIMI: Золотой | Come to Life                |
| 2015                                                                              | «Instant Crush»          | —                          | —                          | —                          | 150                        | —                          | —                          | —                          | —                          | —                          | —                          | | Male                        |
| Символ «—» означает, что сингл не попал в чарт или не выпускался в данной стране. |                          |                            |                            |                            |                            |                            |                            |                            |                            |                            |                            | |                             |

### Промосинглы
| Год  | Название        | Альбом                      |
| ---- | --------------- | --------------------------- |
| 1999 | «Identify»      | Саундтрек фильма «Стигматы» |
| 2009 | «Wild About It» | Come to Life                |

## Другие песни
| Год  | Название                                                           | Альбом                                                              |
| ---- | ------------------------------------------------------------------ | ------------------------------------------------------------------- |
| 1999 | «Troubled By the Way We Came Together»                             | Саундтрек к фильму «Экстази»                                        |
| 1999 | «Never Tear Us Apart» (совместно с Томом Джонсом)                  | Reload                                                              |
| 1999 | «It’s Only Rock ’n Roll (But I Like It)» (с другими исполнителями) | без альбома                                                         |
| 2001 | «Cold Air»                                                         | Саундтрек к фильму «И твою маму тоже»                               |
| 2005 | «Pineapple Head»                                                   | She Will Have Her Way                                               |
| 2007 | «All the Magic»                                                    | Саундтрек к мультфильму «Клуб Винкс: Тайна затерянного королевства» |
| 2010 | «2000 Miles»                                                       | без альбома                                                         |

## Видеоклипы
| Год  | Название                           | Режиссёр           |
| ---- | ---------------------------------- | ------------------ |
| 1997 | «Torn»                             | Элисон Маклин      |
| 1998 | «Big Mistake»                      | Элисон Маклин      |
| 1998 | «Wishing I Was There» (UK version) | Элисон Маклин      |
| 1998 | «Wishing I Was There» (US version) | Мэттью Ролстон     |
| 1998 | «Smoke»                            | Мэттью Ролстон     |
| 1999 | «Identify»                         | Сэмюэль Бейер      |
| 2001 | «That Day» (Version one)           | Big TV!            |
| 2001 | «That Day» (Version two)           | Джон Хиллкоут      |
| 2002 | «Wrong Impression»                 | Фрэнсис Лоуренс    |
| 2002 | «Beauty on the Fire»               | Майк Лимбкомб      |
| 2005 | «Shiver»                           | Джейк Нэйва        |
| 2005 | «Counting Down the Days»           | Джузеппе Капитонди |
| 2007 | «Glorious»                         | Фрэнк Борин        |
| 2009 | «Wild About It»                    | Майк Болдуин       |
| 2009 | «Want»                             | Дайан Мартел       |
| 2010 | «Scars»                            | Max & Dania        |
| 2015 | «Instant Crush»                    | Джо Стивенсон      |

### Комментарии
1. ↑  «Wishing I Was There» не попал в чарт Ultratop, но достиг 5-го места в чарте Tipparade Фландрии[8].
2. ↑  «That Day» не попал в чарт Ultratop, но достиг 12-го места в чарте Tipparade Фландрии[8].
3. ↑  «That Day» не попал в чарт Ultratop, но достиг 11-го места в чарте Tipparade Валлонии[9].
4. ↑  «Wrong Impression» не попал в чарт Ultratop, но достиг 2-го места в чарте Tipparade Фландрии[8].
5. ↑  «Wrong Impression» не попал в чарт Ultratop, но достиг 4-го места в чарте Tipparade Валлонии[9].
6. ↑  «Wrong Impression» не попал в чарт Ultratop, но достиг 10-го места в чарте Tipparade Валлонии[9].
7. ↑  «Glorious» не попал в чарт Ultratop, но достиг 10-го места в чарте Tipparade Фландрии[8].
8. ↑  «Glorious» не попал в чарт Ultratop, но достиг 10-го места в чарте Tipparade Валлонии[9].
9. ↑  «Want» не попал в чарт Ultratop, но достиг 2-го места в чарте Tipparade Фландрии[8].